# Mesapamea concinnata
Mesapamea concinnata är en fjärilsart som beskrevs av Matthew Paul Heinicke 1959. Mesapamea concinnata ingår i släktet Mesapamea och familjen nattflyn. Inga underarter finns listade i Catalogue of Life.